# Aanmaakblokje

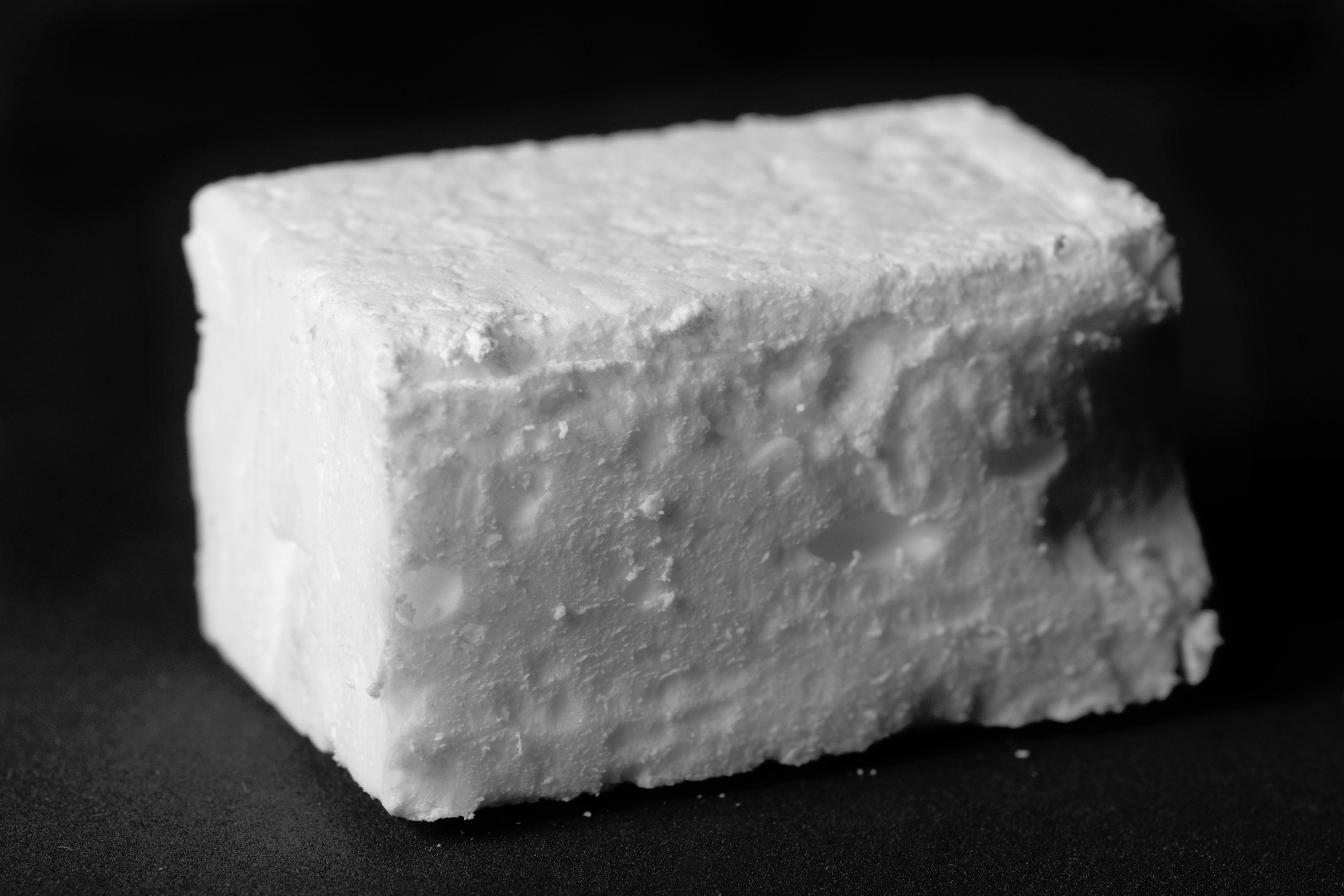
Een aanmaakblokje

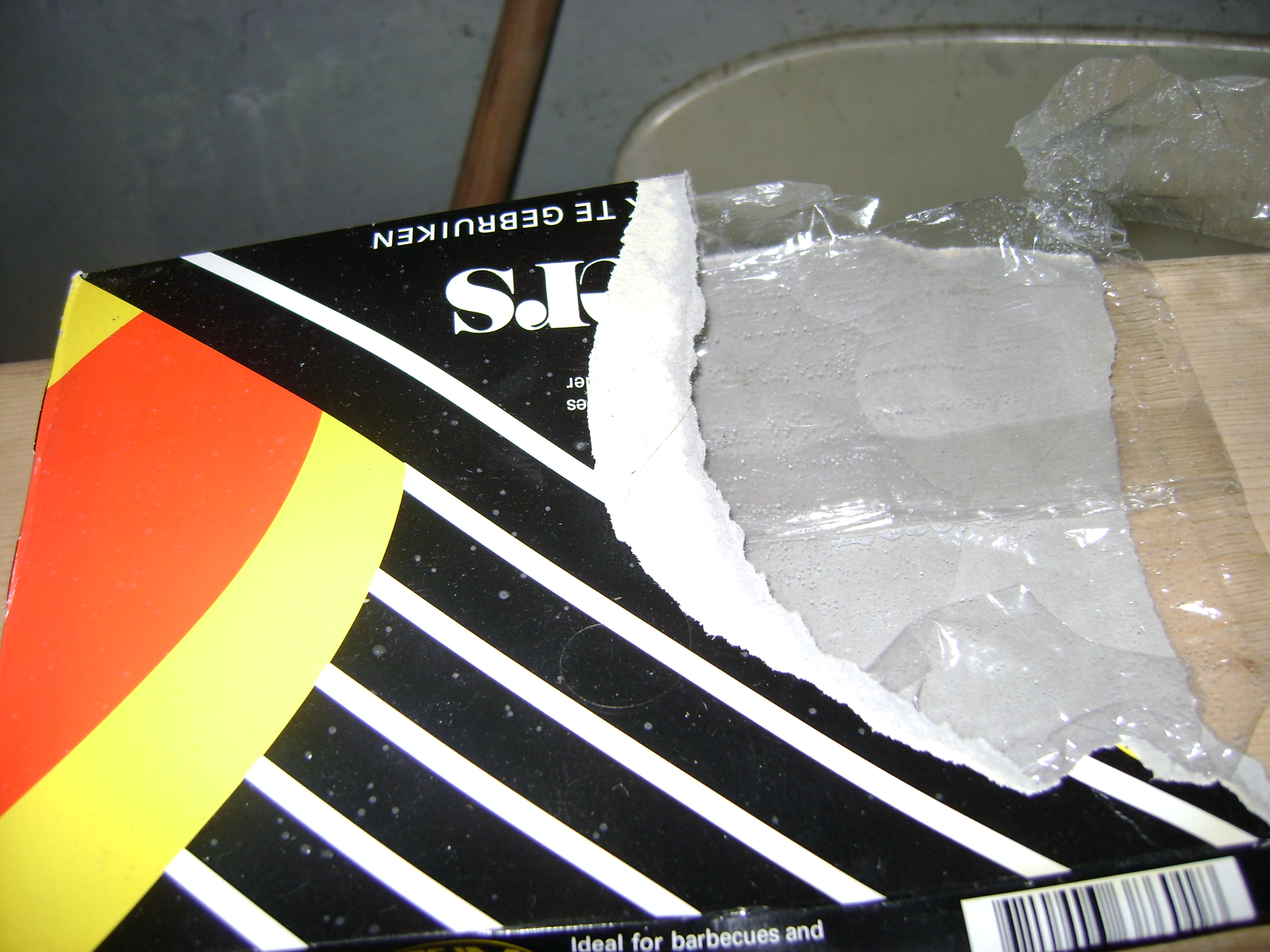
Een aanmaakblokjesverpakking

Een aanmaakblokje is een kubus- of eivormig voorwerp dat wordt gebruikt om iets in brand te steken.
Het wordt hiermee makkelijk een vuur te stichten. Vaak worden aanmaakblokjes gebruikt om snel en makkelijk een haardvuur, barbecue of kampvuur aan te steken. Aanmaakblokjes zijn veelal gemaakt van geperst zaagsel en paraffine. De witte aanmaakblokjes bevatten kerosine. 
Het aanmaakblokje wordt tussen de houtskool of houtblokken gelegd, zodat deze vlam kunnen vatten. Omdat een aanmaakblokje relatief lang brandt (zo'n vijf minuten), werkt dit beter dan oude kranten en spiritus. Bij verkeerd gebruik van spiritus bestaat bovendien de kans op een steekvlam wat tot brandwonden kan leiden. Als je met vloeistof een vuur of BBQ wilt aanmaken, is aansteekmiddel een betere optie.